# Juan Antonio de Galleguillos y Riberos de Castilla
Juan Antonio de Galleguillos y Riberos de Castilla (San Bartolomé de La Serena, agosto de 1668 - Hacienda Pachingo-Valle de Limarí 1707) fue un noble, maestre de campo, regidor, alcalde y hacendado chileno también uno de los pioneros en la elaboración del Pisco y Vino de Chile.Miembro de la Familia Galleguillos una de las familias Criollas  más acaudaladas de San Bartolomé de La Serena y principales terratenientes del sector costero del Valle de Limarí desde principios del siglo XVII hasta fines del siglo XIX y tronco de una de las más importantes Familias chilenas del Norte Chico en el Chile colonial.

## Familia

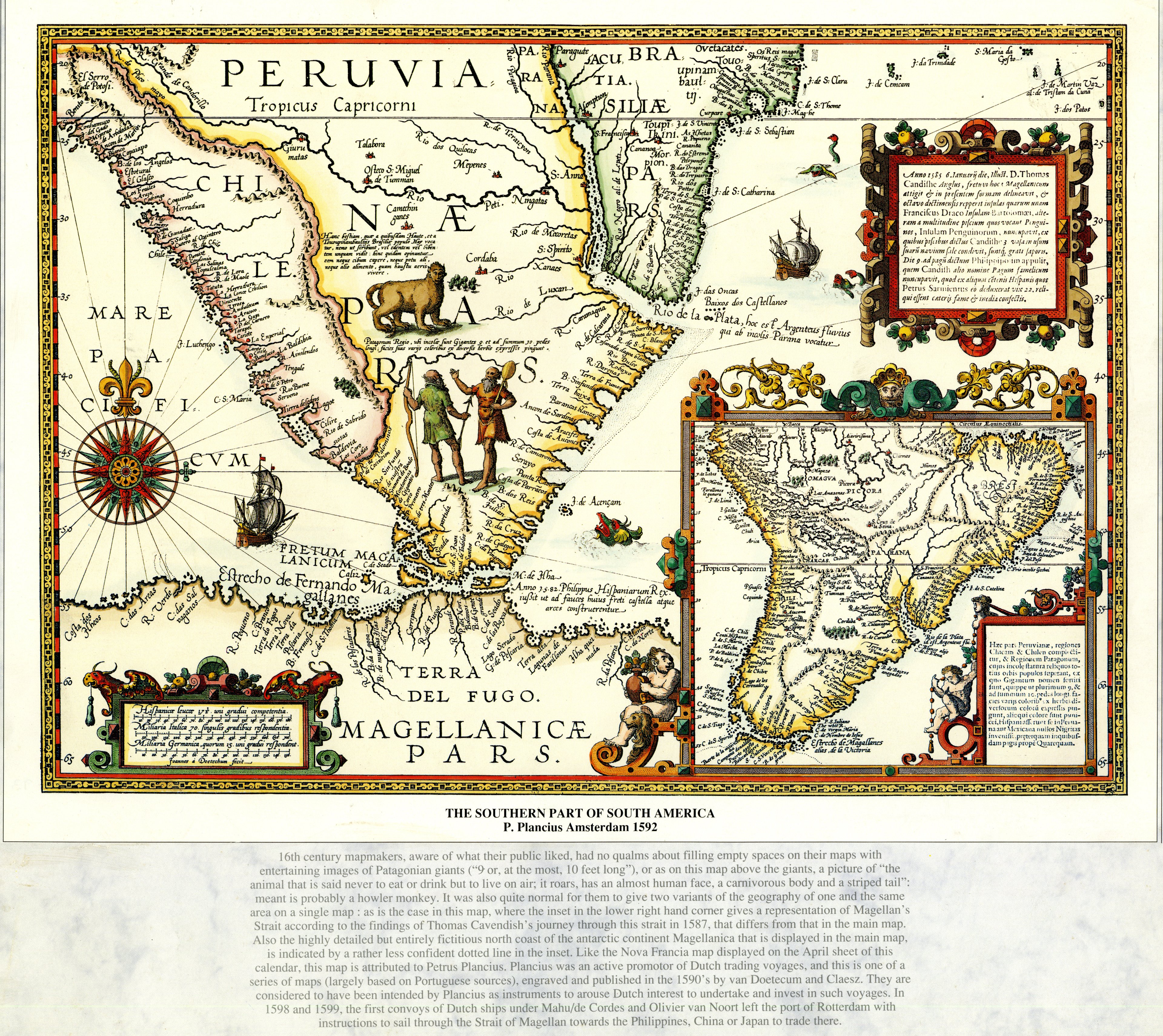
El Reino de Chile en 1592.

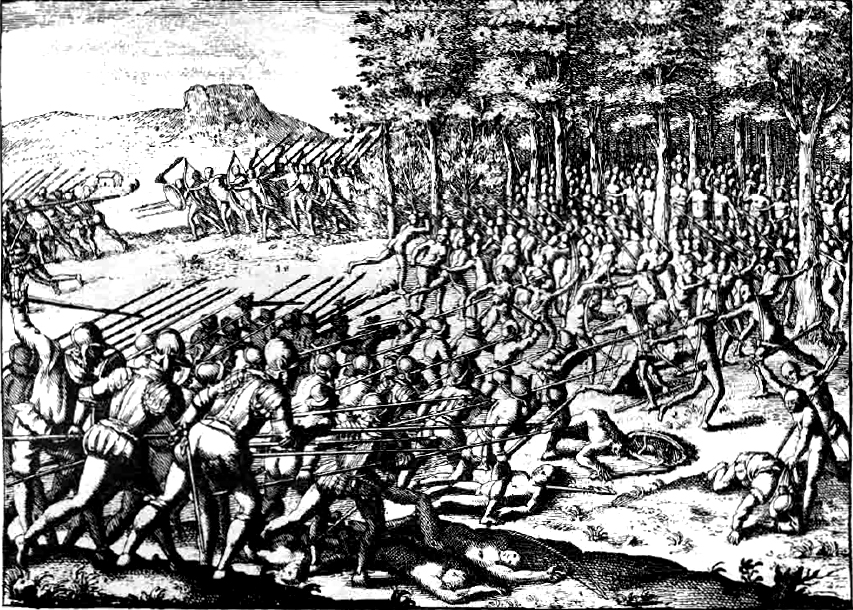
Batalla entre mapuches y españoles durante la Guerra de Arauco en una ilustración de Gerónimo de Bibar en su Crónica y relación copiosa y verdadera de los reynos de Chile.

Fue hijo del Maestre de Campo Antonio Gómez de Galleguillos y de Catalina de Riberos y Castilla, ricos y poderosos Hidalgos Encomenderos y Hacendados, dueños de la Hacienda Pachingo en el Valle de Limarí, además de vastas propiedades en los Valles de Elqui, Huasco, Choapa y Aconcagua; Nació en agosto de 1668,y fue oleado y crismado La Serena 7 de mayo de 1669 en San Bartolomé de La Serena, Corregimiento de Coquimbo, en el entonces Reino de Chile, bautizado como Juan Antonio Juan en honor a don Juan Fernández Manzano de Castilla Corregidor de Atacama-Coquimbo en 1613 y dueño Estancia de Andacollo  y Antonio en memoria de su padre y su tatarabuelo el Capitán don Antonio de Galleguillos héroe de la Guerra de Arauco que murió asesinado por los mapuches junto al Gobernador del Reino de Chile don Martín García Óñez de Loyola en la Batalla de Curalaba el 24 de diciembre de 1598;
Era descendiente por su madre doña Catalina de Riberos y Castilla (bisnieta) de don Francisco de Aguirre conquistador español que participó en la conquista de Chile y del noroeste de Argentina. Asignado como gobernador de Chile a la muerte de Pedro de Valdivia, fue también gobernador del Tucumán en tres oportunidades y fundador de las ciudades de La Serena (Chile) y Santiago del Estero (Argentina). descendiente directo del Rey Don Alfonso X "el Sabio" rey de Castilla y León a través de su hijo el Rey don Sancho IV de Castilla emparentándose así el linaje de la Casa de Meneses con los descendientes de la casa de Borgoña y por esta línea familiar de los monarcas de los reinos de Asturias, Castilla, León, Aragón, Navarra, Portugal, la dinastía de los Capetos de Francia, la dinastía Hohenstaufen de Alemania, la casa de Plantagenet de Inglaterra, la casa de Normandía y la casa de Uppsala, de quienes, entre otros, desciende en línea de parentesco directa don Juan Antonio de Galleguillos y Riberos de Castilla-; También era bisnieta de don Pedro Cortés de Monroy emparentado con Hernán Cortés que Llegó a ser Coronel General del Reino de Chile en 1610, y procurador general del Reino de Chile en 1613 era prima de Don Pedro Cortés Monroy y Zabala, I Marqués de Piedra Blanca de Guana y Guanilla

## Carrera militar y política
Se incorporó a las reales milicias, alcanzando grados de capitán de Caballos Ligeros y Lanzas Españolas y maestre de campo. Alcalde de primer voto en 1699, Regidor Perpetuo del Cabildo de La Serena y procurador General 1700.

## Encomiendas indígenas
El capitán Álvaro Gómez de Astudillo y Godìnez, nacido en La Serena en 1572, y abuelo de don Juan Antonio de Galleguillos es el primero de la familia que fue encomendero de indios a inicios del siglo XVII. La encomienda se nombra como sita en las minas de La Serena (Andacollo. Su hijo el Maestre de campo don Antonio Gómez de Galleguillos, solicitó la encomienda en segunda vida lo que obtuvo por merced otorgada en fecha de 7 de octubre de 1673. se registran bautismos y matrimonio de encomendados en la iglesia del lugar, perteneciente a la parroquia de Barraza hasta mediados del siglo XVIII. Como asignatarios de la encomienda se nombran a don Juan Antonio de Galleguillos y Riberos de Castilla Encomendero de Huasco 1690 y a don Domingo de Herrera y Galleguillos.

## Tierras y actividades privadas

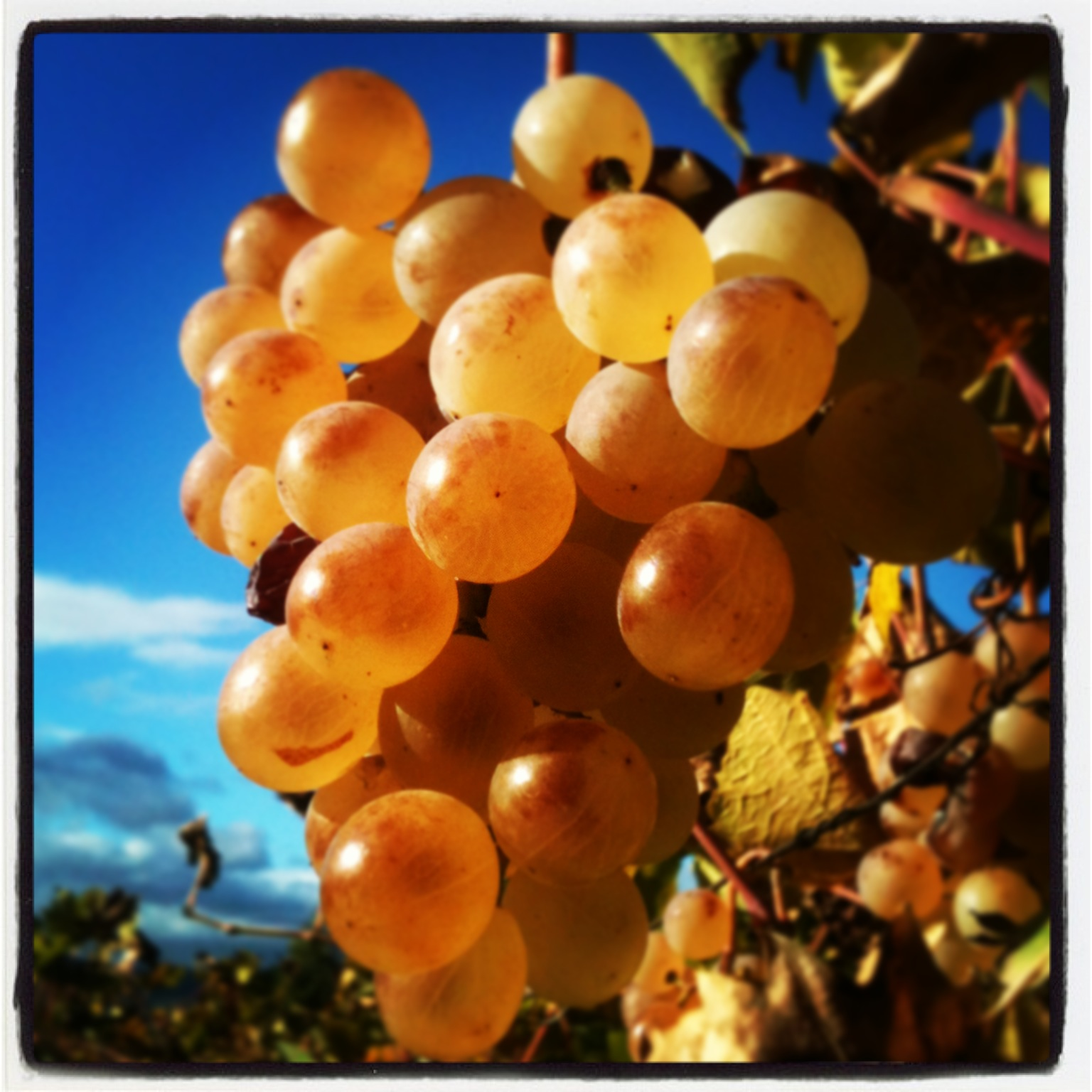
Los frutos de Moscatel de Alejandría, del cual Juan Antonio de Galleguillos fue pionero en elaborar un Vino fortificado de Moscatel en Chile.

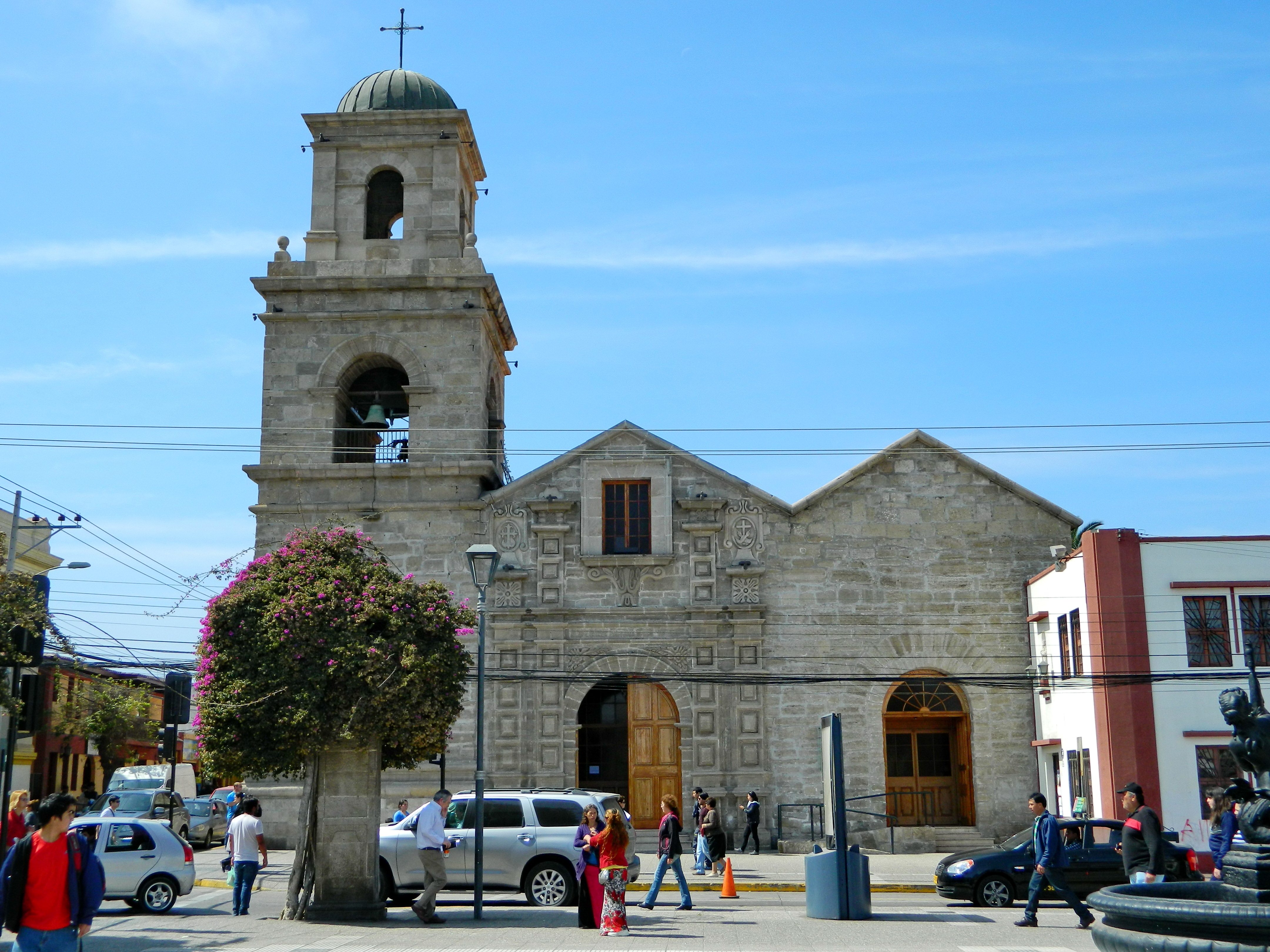
Iglesia de San Francisco el cual fuese sepultado don Juan Antonio de Galleguillos y Panteón de la Familia Galleguillos hasta comienzos del.

Tras el fallecimiento en 1695 de su padre Don Antonio Gómez de Galleguillos sus hijos don Pedro, Gabriel, Álvaro y Juan Antonio de Galleguillos y Riberos de Castilla mantendrán la propiedad, donde aparte de seguir elaborando vino y aguardientes comenzaran también a elaborar un vino generoso en de moscateles tipo Málaga los cuales eran exportados por su Pariente Don Pedro Cortés Monroy y Zabala, I Marqués de Piedra Blanca de Guana y Guanilla  quien fuera uno de los principales gestores del auge del Comercio que a partir de alrededor de 1680 se incentivan las exportaciones de vinos y de aguardientes a Perú y Alto Perú, hoy Bolivia. Este intercambio comercial aumentó gracias al aumento de la demanda por la apertura y auge de los nuevos mercados mineros como Porco, Potosí e incluso Cochabamba; el Marqués era un importante estanciero dueño de Piedrablanca, Guana, Guanillas en el Valle del Limarí  y en Los Choros, Cutún y Quilacán en Valle del Elqui; su chacra de Quilacán,  cerca de La Serena (Chile),  funcionaba como centro de acopio para los vinos y aguardientes junto a otros productos provenientes de sus propiedades agrícolas  los cuales eran exportados hacia los puertos del Callao y Arica  rumbo al Virreinato del Perú para ser comercializados en estos centros mineros

## Matrimonio y descendencia
En 1664 se casó en La Serena con la dama criolla doña Ana de Carvajal y Calderón -hija de don Antonio de Carvajal y Bravo de Saravia y María Calderón de la Torre- encomendero de Santiago; Alcalde de Santiago 1692; Corregidor de Colchagua y de Cuyo; Benemérito del Reino 1681; dueño de las estancias Mallaca, Rautén y San Pedro en el valle de Quillota quien era bisnieta de don Melchor Bravo de Saravia abogado español, que llegó a ser Presidente de la Audiencia Gobernadora del Perú (1553-1556) y Gobernador del Reino de Chile (1568-1573)y María Calderón de la Torre- después de enviudar cotrajo un segundo matrimonio en Santiago 1710 con don Juan Francisco de Gorena y Perochena nacido en Echalar, Navarra; Regidor de Santiago; Depositario General; Alcalde; Corregidor de Aconcagua. Este matrimonio no tuvo descendencia. Con sucesión natural en Leonor de Robledo y Flores de Escobar.

## Fallecimiento
Falleció en 1707 en su de Hacienda Pachingo en el Valle de Limarí. sus restos fueron sepultados en el altar mayor de Iglesia de San Francisco Se le cuenta entre los benefactores de la orden franciscana donde fundó una capellanía de misas.

## Genealogía
|  |                                                       |  |  |  |  |  |  |  |  |  |  |  |  |  |  |  |
|  | 8. Vasco Hernández Godínez.                           |  |  |  |  |  |  |  |  |  |  |  |  |  |  |  |
|  |                                                       |  |  |  |  |  |  |  |  |  |  |  |  |  |  |  |
|  |                                                       |  |  |  |  |  |  |  |  |  |  |  |  |  |  |  |
|  | 4. Álvaro Gómez de Astudillo y Godínez.               |  |  |  |  |  |  |  |  |  |  |  |  |  |  |  |
|  |                                                       |  |  |  |  |  |  |  |  |  |  |  |  |  |  |  |
|  |                                                       |  |  |  |  |  |  |  |  |  |  |  |  |  |  |  |
|  | 9. Francisca Astudillo Hernández.                     |  |  |  |  |  |  |  |  |  |  |  |  |  |  |  |
|  |                                                       |  |  |  |  |  |  |  |  |  |  |  |  |  |  |  |
|  |                                                       |  |  |  |  |  |  |  |  |  |  |  |  |  |  |  |
|  | 2. Antonio Gómez de Galleguillos.                     |  |  |  |  |  |  |  |  |  |  |  |  |  |  |  |
|  |                                                       |  |  |  |  |  |  |  |  |  |  |  |  |  |  |  |
|  |                                                       |  |  |  |  |  |  |  |  |  |  |  |  |  |  |  |
|  | 10. Antonio de Galleguillos y Villegas.               |  |  |  |  |  |  |  |  |  |  |  |  |  |  |  |
|  |                                                       |  |  |  |  |  |  |  |  |  |  |  |  |  |  |  |
|  |                                                       |  |  |  |  |  |  |  |  |  |  |  |  |  |  |  |
|  | 5. Cecilia de Rojas Galleguillos.                     |  |  |  |  |  |  |  |  |  |  |  |  |  |  |  |
|  |                                                       |  |  |  |  |  |  |  |  |  |  |  |  |  |  |  |
|  |                                                       |  |  |  |  |  |  |  |  |  |  |  |  |  |  |  |
|  | 11. Fabiana de Rojas Pliego.                          |  |  |  |  |  |  |  |  |  |  |  |  |  |  |  |
|  |                                                       |  |  |  |  |  |  |  |  |  |  |  |  |  |  |  |
|  |                                                       |  |  |  |  |  |  |  |  |  |  |  |  |  |  |  |
|  | 1.Juan Antonio de Galleguillos y Riberos de Castilla. |  |  |  |  |  |  |  |  |  |  |  |  |  |  |  |
|  |                                                       |  |  |  |  |  |  |  |  |  |  |  |  |  |  |  |
|  |                                                       |  |  |  |  |  |  |  |  |  |  |  |  |  |  |  |
|  | 12. Francisco de Riberos y Suárez de Figueroa.        |  |  |  |  |  |  |  |  |  |  |  |  |  |  |  |
|  |                                                       |  |  |  |  |  |  |  |  |  |  |  |  |  |  |  |
|  |                                                       |  |  |  |  |  |  |  |  |  |  |  |  |  |  |  |
|  | 6. Francisco de Riberos y Aguirre.                    |  |  |  |  |  |  |  |  |  |  |  |  |  |  |  |
|  |                                                       |  |  |  |  |  |  |  |  |  |  |  |  |  |  |  |
|  |                                                       |  |  |  |  |  |  |  |  |  |  |  |  |  |  |  |
|  | 13. Inés de Aguirre y Matienzo.                       |  |  |  |  |  |  |  |  |  |  |  |  |  |  |  |
|  |                                                       |  |  |  |  |  |  |  |  |  |  |  |  |  |  |  |
|  |                                                       |  |  |  |  |  |  |  |  |  |  |  |  |  |  |  |
|  | 3. Catalina de Riberos y Fernández de castilla.       |  |  |  |  |  |  |  |  |  |  |  |  |  |  |  |
|  |                                                       |  |  |  |  |  |  |  |  |  |  |  |  |  |  |  |
|  |                                                       |  |  |  |  |  |  |  |  |  |  |  |  |  |  |  |
|  | 14. Juan Fernández Manzano de Castilla.               |  |  |  |  |  |  |  |  |  |  |  |  |  |  |  |
|  |                                                       |  |  |  |  |  |  |  |  |  |  |  |  |  |  |  |
|  |                                                       |  |  |  |  |  |  |  |  |  |  |  |  |  |  |  |
|  | 7. Elena Fernández de Castilla y Cortés Monroy.       |  |  |  |  |  |  |  |  |  |  |  |  |  |  |  |
|  |                                                       |  |  |  |  |  |  |  |  |  |  |  |  |  |  |  |
|  |                                                       |  |  |  |  |  |  |  |  |  |  |  |  |  |  |  |
|  | 15. Elena Cortés Monroy y Tobar.                      |  |  |  |  |  |  |  |  |  |  |  |  |  |  |  |
|  |                                                       |  |  |  |  |  |  |  |  |  |  |  |  |  |  |  |
|  |                                                       |  |  |  |  |  |  |  |  |  |  |  |  |  |  |  |